# Lubstynek
Lubstynek (deutsch Klein Lobenstein) ist ein Ort in der polnischen Woiwodschaft Ermland-Masuren. Er gehört zur Gmina Lubawa (Landgemeinde Löbau (Westpreußen)) im Powiat Iławski (Kreis Deutsch Eylau).

## Geographische Lage
Lubstynek liegt im westlichen Süden des Landschaftsschutzpark Kernsdorfer Höhen (polnisch Park Krajobrazowy Wzgórz Dylewskich) im Westen der Woiwodschaft Ermland-Masuren, 20 Kilometer südlich der einstigen Kreisstadt Ostróda (deutsch Osterode in Ostpreußen) und 19 Kilometer südöstlich der heutigen Kreismetropole Iława (Deutsch Eylau).

## Geschichte
Das bis vor 1785 Lobenstein (ohne Zusatz) genannte kleine Dorf kam 1874 als Landgemeinde zum neu errichteten Amtsbezirk Klein Nappern (polnisch Czerlin) im Kreis Osterode in Ostpreußen. Im Jahre 1910 zählte Klein Lobenstein 263 Einwohner.
Nachdem bei der Volksabstimmung am 11. Juli 1920 in Klein Lobenstein 92 Einwohner für Polen und 51 für den Verbleib im Deutschen Reich votierten, wurde das Dorf am 15. August 1920 zusammen mit den beiden Grenzorten Klein Nappern (Czerlin) und Groschken (Groszki) an Polen abgetreten. Gleichzeitig wurde der Amtsbezirk Klein Nappern aufgelöst. Im Jahre 1921 stellte man in dem nun „Lubstynek“ genannten Ort ein Zollbataillon und wenig später einen Außenposten der Zollwache „Lubstynek“ auf.
Als 1945 in Kriegsfolge das gesamte südliche Ostpreußen an Polen fiel, änderte sich für Lustynek lediglich die Zuordnung: der Ort ist heute in die Landgemeinde Lubawa (Löbau (Westpreußen)) im Powiat Iławski (Kreis Deutsch Eylau) integriert. Die Zahl seiner Einwohner belief sich im Jahre 2011 auf 154.

## Kirche
Bis 1920 war Klein Lobenstein in die evangelische Kirche Marienfelde (polnisch Glaznoty) in der Kirchenprovinz Ostpreußen der Evangelischen Kirche der Altpreußischen Union, außerdem in die römisch-katholische Kirche Marienfelde im Bistum Ermland eingepfarrt. 
Katholischerseits besteht heute die Anbindung an Glaznoty weiterhin, evangelischerseits orientieren sich die Einwohner Lubstynek zur evangelisch-methodistischen Kirche Glaznoty oder zur Kirchengemeinde Iława (Deutsch Eylau) der Evangelisch-Augsburgischen Kirche.

## Verkehr
Klein Lobenstein liegt nördlich der Woiwodschaftsstraße 537 und ist über den Abzweig in Napromek (Gut Nappern) direkt zu erreichen. Eine Anbindung an den Bahnverkehr gibt es nicht.